# نادر اسکویی
نادر اسکویی (۱۳۲۷ تهران) فعال سیاسی عضو کنفدراسیون دانشجویان ایرانی در آمریکا و رئیس کنفدراسیون در زمان پیروزی انقلاب در سال ۱۳۵۷ کارشناس ارشد مرکز مطالعات استراتژی و امنیتی پژوهشکده «شورای آتلانتیک» از سال ۲۰۱۳ تا ۲۰۱۷ مشاور سیاسی ارشد نیروی سنتکام سرفرماندهی نیروهای آمریکا در خاورمیانه و شمال آفریقا بود.

## زندگی
وی در ۱۳۲۷ در تهران بدنیا آمد پدرش سرهنگ و سپس تیمسار ارتش بود. در سال ۱۳۴۵ از دبیرستان البرز دیپلم ریاضی گرفت و برای ادامه تحصیل در مهندسی به آمریکا رفت. در جلسات انجمن دانشجویان ایرانی آمریکا شرکت می‌کرد که باعث شد به سیاست علاقمند شود. در سال ۱۳۴۷ ریاضی را کنار گذاشت و به تحصیل در علوم سیاسی روی آورد.
در سال ۱۳۵۰ به ریاست کنفدراسیون برگزیده شد و به فعالیتهای ضد حکومت شاه مثل برقرار میتینگها و تظاهرات و دیدار از نمایندگان آمریکایی و انتشار خبرنامه‌ها کمک کرد.
در سال ۱۳۵۷ سه بار برای دیدار با آیت الله خمینی به نوفل لوشاتو رفت. و در اوائل انقلاب به ایران بازگشت و نشریه ندای آزادی را منتشر می‌کرد که در اثر حملات نیروهای حکومتی پس از چند شماره متوقف شد سپس او شرکتی تأسیس کرد و کار تجارتی می‌کرد. پس از خرداد ۱۳۶۰ که بنی صدر برکنار شد اسکویی هم به بندر عباس رفت و تا آبان ۱۳۶۰ که به آمریکا رفت
اسکویی از سال ۲۰۰۹ تا ۲۰۱۲ به افغانستان اعزام شد، او به عنوان مشاور ارشد برای یک کارگروه ویژه ایالات متحده که برای ایجاد ثبات در اقتصاد افغانستان و عراق ایجاد شده بود خدمت کرد.
اسکویی در سال‌های ۲۰۱۷–۲۰۱۸ مهمان در مؤسسه واشینگتن بود. او پیش از این برای بیش از یک دهه در سمت‌های مختلف غیرنظامی و پیمانکاری با وزارت دفاع، با تمرکز بر تحولات ژئوپلیتیکی و نظامی در سراسر خاورمیانه مرتبط با ایران، خدمت کرد. از سال ۲۰۰۹ تا ۲۰۱۲، او به عنوان مشاور ارشد سیاسی نیروهای ویژه ایالات متحده که برای ایجاد ثبات در اقتصاد افغانستان و عراق ایجاد شده بودند، به افغانستان اعزام شد.

## ترور کیکاووسی و دستگیری
در ۱۱ آبان ۱۳۵۵ همایون کیکاووسی رایزن سفارت شاهنشاهی ایران در پاریس هنگام پیاده شدن از خودرو در برابر خانه خود از سوی دو نفر به گلوله بسته شد. دو تیر به شکم و سینه رایزن سفارت شاهنشاهی خورد. پلیسی که در نزدیکی بود و خواست که تروریست‌ها را دستگیر کند به سختی زخمی شد. بی درنگ همایون کیکاوسی و پلیس فرانسوی به بیمارستان و به اتاق جراحی برده شدند.
پلیس فرانسه در کمتر از ۴۸ ساعت نادر اسکویی و محمدرضا تکبیری را دستگیر کرد و مأمور پلیسی که زخمی شده بود را با این دو روبرو کردند و وی آنان را شناسایی کرد. نادر اسکویی در مصاحبه با تاریخ شفاهی ایران تأکید کرد که صحنه سازیها توسط پلیس فرانسه انجام شده بود تا آنها را مقصر جلوه دهند.

## تحصیلات
M.A.، توسعه سازمان بین‌المللی، دانشگاه جورج واشینگتن
B.A.، دانشگاه کالیفرنیای جنوبی، لس آنجلس

## آثار
کتاب: افزایش دما: سپاه پاسداران و جنگ‌های ایران در خاورمیانه
ایران کشوری است در حال جنگ – در سوریه، عراق و یمن. بنیانگذار جمهوری اسلامی، آیت الله خمینی، همیشه به مخاطبان می‌گفت که انقلاب مربوط به ایران نیست، بلکه کل منطقه است. جمهوری اسلامی برای ایجاد قوس نفوذ شیعیان در سراسر خاورمیانه، نیروی قدس، شاخه فراسرزمینی سپاه پاسداران را ایجاد کرد. صدها هزار جوان شیعه در گروه‌های شبه‌نظامی در سراسر منطقه جذب، آموزش، مسلح و سازماندهی شدند. این کتاب داستان چگونگی جنگیدن سپاه قدس و شبه نظامیان شیعه آن در سه جبهه را برای پیشبرد تفسیر ستیزه جویانه جمهوری اسلامی از اسلام شیعه و ایجاد یک کریدور زمینی پیوسته که ایران را از طریق عراق به سوریه، لبنان و جبهه‌های شمالی اسرائیل متصل می‌کند، بیان می‌کند. عملیات‌های تحت رهبری ایران چالش‌های سیاسی و امنیتی عظیمی را برای اعراب سنی و همه قدرت‌های منطقه ایجاد می‌کند و بی‌ثباتی‌های بیشتری را در خاورمیانه متلاطم ایجاد می‌کند و شبح‌هایی از درگیری‌های مستقیم نظامی در پیش است و ایران را در مقابل کشورهای عربی و اسرائیل قرار می‌دهد.